# ريتشارد سميث (رسام)
ريتشارد سميث (بالإنجليزية: Richard Smith)‏ هو رسام بريطاني، ولد في 27 أكتوبر 1931 في ليتشوورث في المملكة المتحدة، وتوفي في 16 أبريل 2016.